# Спектроскоп
Спектроскоп је инструмент којим се посматра и испитује светлосни спектар. Први спектроскопи састојали су се од обичне призме и заклона, док модернији спектроскопи користе дифрациону решетку. У спектроскопу се спектар не региструје већ се само посматра на залкону или кроз окулар. Када се спектроскопу дода механизам за регистрацију спектра (за оптичке спектроскопе, филм) онда се таква уређај назива спектрограф. Ако се пак дода још шта треба да спектар може да се мери онда се уређај зове спектрометар. 
Први спектроскоп су конструисали Кирхоф и Бунзен.